# 公司法
公司法是規範公司成立、運作以及組織解散的法律規定。公司法规范了公司的组织及行为，保护了公司、股东及债权人的合法权益。

## 公司形式
公司法的概念是由英國的普通法系而來，在二十世紀發展迅速。目前常見的公司形式如下：
- 獨資企業
- 合夥企業
- 有限合伙
- 有限責任合伙
- 股份有限公司
- 有限公司
- 無限公司
- 兩合公司
- 非牟利公司
- 非營利組織

## 各地公司法

### 香港
香港的公司法主要规定在1932年訂立的《公司条例》当中，该条例在颁布后经过多次修改。

### 中華民國
中華民國《公司法》於中華民國十八年十二月二十六日國民政府制定公布全文 233 條；並自民國二十年七月一日起施行。
中華民國《公司法》第1條規定，公司是以營利為目的，依照公司法組織、登記、成立之社團法人。第2條規定，公司可分為無限公司、有限公司、兩合公司以及股份有限公司等4種。中華民國公司法基本上以股份有限公司為主要的規範主體，為其中最多條文規範的公司類型。整部公司法從公司的設立（發起設立、募集設立），股東會和董事會的召集程序、決議方法以及權限，監察人的職權，公司的分割、合併、解散、清算，關係企業等相關的制度均有所規定。另外需要注意的是，公司法關於股份有限公司這部分，尚會受到證券交易法的規制，此時證券交易法應該被視為公司法的特別法，而應優先適用。
2018年7月《公司法》修正，是近17年最大幅度修法，目的在強化公司治理外，也鬆綁新創公司募資及經營彈性，並配合今年底的亞太防制洗錢組織（APG）評鑑，盼建置完善洗錢防制體制。

#### 董事
董事為董事會之成員，董事會透過形成決議制定企業之經營策略，公司法第八條第一項規定，對於有限公司及股份有限公司而言，董事視為企業之負責人。依據公司法第一百九十二條第一項規定，公開發行有價證券之公司，董事會設置董事不得少於三人，董事由股東會投票選任具有行為能力之人。依據公司法第一百九十二條第五項規定，公司與董事間之關係適用民法委任之規定。而民法第五四九條規定，委任當事人之任何一方得隨時終止委任契約，因此公司董事於企業任職期間之任何時間點，不論何種原因，可單方面終止委任契約，不須經過公司批准。惟董事之辭任，須向公司之代表人(董事長)以口頭或書面為意思表示，待公司之代表人了解時(口頭)或通知到達公司代表人時(書面)，始發生效力。

## 外部連結
- 香港法例第32章《公司條例》 （页面存档备份，存于）
- 2006年1月1日起施行的《中华人民共和国公司法》文本全文 （页面存档备份，存于）
- 中華民國《公司法》全文（民國107年（2018年）8月1日修正） （页面存档备份，存于）
- 崔之元：〈美國29個州公司法變革的理論背景及啟發〉 （页面存档备份，存于）（2007年）